# Un cane per due
Un cane per due è un film per la televisione del 2010, diretto da Giulio Base.

## Trama
Valerio è un pubblicitario di successo che attualmente si trova in una profonda crisi creativa. La sua compagnia pubblicitaria viaggia in cattive acque, ma qualcuno sembra disposto ad aiutarlo: la sorella Barbara e il cognato Giulio gli offriranno una somma cospicua di 50.000euro se baderà al cane di loro figlio Tommy, mentre loro sono all'estero. Valerio, pur odiando i cani, accetta la proposta (perché ha bisogno di quei soldi), e comincia a passare del tempo con l'imprevedibile Spugna. 
Questa nuova esperienza lo porterà a nuove consapevolezze e a rivalutare molti aspetti della sua vita e carriera lavorativa.